# 玉映堂
玉映堂又名长人故居，位于江西省上饶市婺源县（旧属安徽省徽州府）浙源乡虹关村，建于明代。
玉映堂是世界长人詹世钗（1841－1893）的诞生地。
玉映堂作为虹关村古建群的子项目，已列为婺源县文物保护单位。

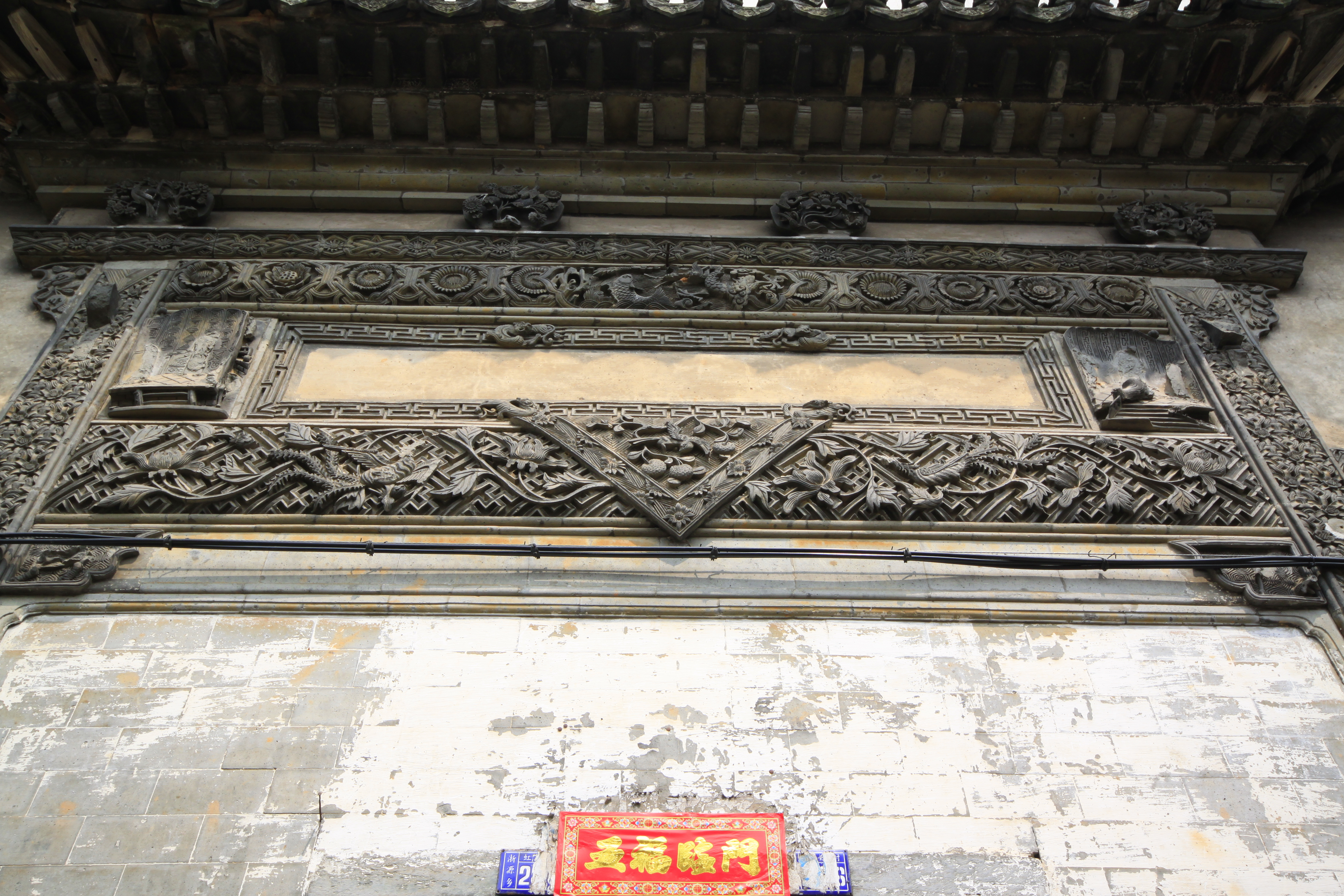
玉映堂石雕